# Сеульська соборна мечеть
Сеульська соборна мечеть (кор. 서울 중앙 모스크, 首爾 中央 清真寺, 首爾 中央 清真寺, англ. Seoul Central Mosque) — мечеть в Сеулі, Південна Корея.

## Історія
Відкрита у 1976 в районі Ітхевон Сеула, де традиційно проживає багато іноземців. Розташована в муніципалітеті Ханнамі міського району Юнсан. У мечеті проводяться лекції англійською, арабською та корейською мовами. П'ятничні (джума) молитви регулярно залучають від чотирьохсот до п'ятисот вірян, хоча кількість регулярно відвідують мечеть іноді налічує до 800 осіб.
Приблизно за десять років до будівництва мечеті Корейська мусульманська федерація (спочатку відома як Корейське мусульманське суспільство) проводила служби в імпровізованій молитовній залі, розташованій у центральній частині Сеула. На той час у Кореї проживало менше 3000 мусульман.
Президент Пак Чон Хі запропонував Корейській мусульманській федерації землю, на якій можна побудувати справжню мечеть, як жест доброї волі потенційним союзникам на Близькому Сході від молодої Республіки. У відповідь уряди Саудівської Аравії та інших країн Близького Сходу виділили кошти на будівництво мечеті. Більшість коштів надійшла з Саудівської Аравії.
Протягом року після відкриття Сеульської центральної мечеті кількість мусульман у Кореї зросла з менш ніж 3000 до 15000. Це число знову різко зросло приблизно до 150 000 завдяки великому притоку в 1990-х іноземних робітників із мусульманських країн, таких як Пакистан, Бангладеш та Індонезія. В даний час в Південній Кореї  від 100 до 200 тисяч мусульман.
З моменту відкриття Сеульської центральної мечеті по всій Кореї збудовано ще сім мечетей. Тим не менш, Центральна мечеть Сеула залишається єдиною мечеттю в столичному районі і таким чином служить функціональним центром ісламського культурного співтовариства в Сеулі. Навколо мечеті виникла жвава торгова зона, в основному зосереджена навколо продажу та приготування страв близькосхідної кухні та інших халяльних страв.
Мечеть відома своїм характерним для ісламу архітектурним стилем. Великі мінарети на будівлі і гравірована арабська каліграфія біля його входу заслуговують на особливу увагу, зокрема, як незвичайні серед типової корейської архітектури решти Ітаєвона.
Під час кризи з південнокорейськими заручниками 2007 в Афганістані мечеть стала місцем проведення кількох антиісламських акцій протесту з боку християнських угруповань. Були отримані погрози вибуху, внаслідок чого з метою захисту віруючих та будівлі мечеті було суттєво збільшено присутність поліції біля мечеті.